# Yvonne Hellouin de Ménibus
Yvonne Hellouin de Ménibus (1926-2013), en religion sœur Jeanne Marie, est une moniale dominicaine, prieure de l’abbaye Notre-Dame-de-Chalais, puis supérieure et restauratrice de l'abbaye Notre-Dame de Boscodon.

## Biographie
Née en 1926, Yvonne Marcelle Marie Hellouin de Ménibus est issue d'une famille d'industriels normands.
Découvrant tardivement sa vocation religieuse, Yvonne de Ménibus entre en 1952, à 26 ans, au monastère de Prouilhe (Aude) dans l'ordre de Saint-Dominique ; elle y prend le nom de Jeanne Marie. Elle devient prieure de l’abbaye Notre-Dame-de-Chalais, de 1968 à 1974. Elle participe à la renaissance de ce monastère. 
Sœur Jeanne Marie s'attache ensuite à l'abbaye Notre-Dame de Boscodon, qui depuis le départ des moines en 1769 est devenue un simple hameau, habité par quelques familles paysannes. Elle passe un compromis de vente avec la famille propriétaire, et suscite la création d'une association. De 1972 à 2011, elle conduit l'œuvre de restauration et de renaissance de l'abbaye,,. Elle en fait un lieu d'accueil pour tous, avec célébrations, concerts, conférences et rencontres avec les touristes. Il y a 60 000 visiteurs par an en 2006 ; sœur Jeanne Marie raconte son aventure et résume : « Le potentiel du lieu s'est révélé à nous au fur et à mesure du temps. Nous avons découvert peu à peu qu'il pouvait apporter quelque chose à de nombreuses personnes » et « Boscodon est un lieu de liberté où la Parole peut être dite et entendue ».
Elle est morte la nuit du 7 juin 2013 près de l'abbaye de Boscodon, à Crots dans les Hautes-Alpes. Ses obsèques sont célébrées dans la cathédrale d'Embrun par l'évêque, Jean-Michel Di Falco.

## Distinctions
- Chevalier de la Légion d'honneur, 2008.
- Chevalier des Arts et des Lettres, 1988[4].
- Médaille d'Honneur du Tourisme, 1992.

## Œuvres
- Cahiers de Boscodon : 2, Grandes pages d'histoire, Crots, Association des amis de Boscodon, 1983, 45 p.
- Cahiers de Boscodon : 3, Archéologie, histoire, architecture, codirectrice de publication, Crots, Association des amis de l'abbaye de Boscodon, 1985, 98 p.
- Cahiers de Boscodon : 4, L'art des bâtisseurs romans, en collaboration, Crots, Association des amis de l'abbaye de Boscodon, 1985.
- L'art des bâtisseurs romans : la géométrie et les maîtres de l'œuvre, la construction, les métiers et les outils... , avec Henri Bilheust, Crots, Association des amis de Boscodon, 1987, 138 p.
- Cahiers de Boscodon : 5, t. I, L'abbaye de Boscodon, abbaye chalaisienne, en collab., Crots, Association des amis de l'abbaye de Boscodon, 1991, 80 p.
- L'abbaye de Boscodon, 1132-2002, avec Christian Gay, Rennes, éd. Ouest-France, 2002, 31 p. ; rééd. 2007.
- La clarté des pierres, entretiens avec Guillaume Goubert, préface de Timothy Radcliffe, éd. La Croix et les Éditions du Cerf, 2006, 152 p.
- Les âges dans nos vies, entretiens avec Arnaud de Coral, préface du Frère Bruno Cadoré, o.p., Les Éditions du Cerf, 2012, 124 p.